# Acanthocercus zonurus
Агама ефіопська (Acanthocercus zonurus) — вид ящірок родини Агамові (Agamidae). Цей вид зустрічається на території Ефіопії і Сомалі.

## Оригінальна публікація
- Boulenger, G. A. 1895. An account of the reptiles and batrachians collected by Dr. A. Donaldson Smith in western Somaliland and the Galla Country. Proceedings of the Biological Society of London, p. 533